# Chiesa di San Domenico (Cortona)
La chiesa di San Domenico è un luogo di culto cattolico che si trova in largo Beato Angelico, 1 a Cortona, in provincia di Arezzo e diocesi di Arezzo-Cortona-Sansepolcro.

## Storia
Il convento domenicano di Cortona, uno dei più antichi della zona, è documentato già nel 1258, come già esistente, mentre la notizia di una prima chiesa, precedente all'attuale e che si trovava a destra di quella, risale al 1264. 
La chiesa che vediamo oggi, consacrata solo nel 1517 dal Vescovo di Cortona Giovanni Sernini (1516-1521), fu iniziata alla fine del Trecento ma la sua costruzione dovette avere un decisivo impulso sotto la guida di Sant'Antonino Pierozzi, rettore dal 1418 al 1421, sebbene sappiamo che furono iniziati nel 1412. Nel 1438 l'edificio dovette essere comunque finito, dal momento che in quell'anno sia l'Angelico, che risiede nel convento in questi anni, più o meno tra 1430 e 1438, che il Sassetta avevano terminato le loro pale destinate alla chiesa, oggi conservate nel Museo Diocesano. Il Trittico con la Madonna col Bambino e quattro Santi, dipinto da Fra Giovanni nel 1430-1434 circa per l'altare dell'Annunziata, e il polittico raffigurante anch'esso una Madonna col Bambino e quattro Santi dipinto negli stessi anni, intorno al 1434, dal senese Sassetta fanno della chiesa il luogo principale del fiorire del Rinascimento a Cortona.
Nella seconda metà del Settecento il Convento fu soppresso e nel 1817 una buona parte del Convento scomparve, distrutta per lasciare spazio ai nuovi giardini del Parterre. Solo nel 1822 si procedette a restaurare la chiesa, trasformata in parrocchia, per intervento del Vescovo Baldacchini.

## Descrizione

### Esterno
L'aspetto esterno della chiesa mostra uno stile ancora tardo gotico, unito ad alcuni elementi che già preannunciano il Rinascimento. La facciata è in muratura a grossi conci di arenaria squadrati, divisa orizzontalmente in tre parti da due marcapiani orizzontali; nella parte inferiore, molto semplice, viene ad inserirsi il portale in pietra serena sormontato da un architrave e sopra da un arco acuto con cornice a dentelli. La parte superiore della facciata presenta una finestra circolare e superiormente la cornice è sorretta da archetti su peducci. Completa la facciata in alto un timpano di sapore già rinascimentale con una formella ornamentale in pietra.
Nella lunetta del portale è l'importante, seppur deteriorato dal tempo, affresco con la Madonna col Bambino tra i santi Domenico e Pietro martire e i quattro Evangelisti del Beato Angelico (1439-1440), restaurato nel 1955.
Sul fianco destro le tracce di otto pilastri e peducci attestano l'esistenza di un portico. La parte posteriore mostra tre absidi rettangolari; il campanile, in origine a pianta quadrata, conserva due lati angolari con arco a tutto sesto.

### Interno

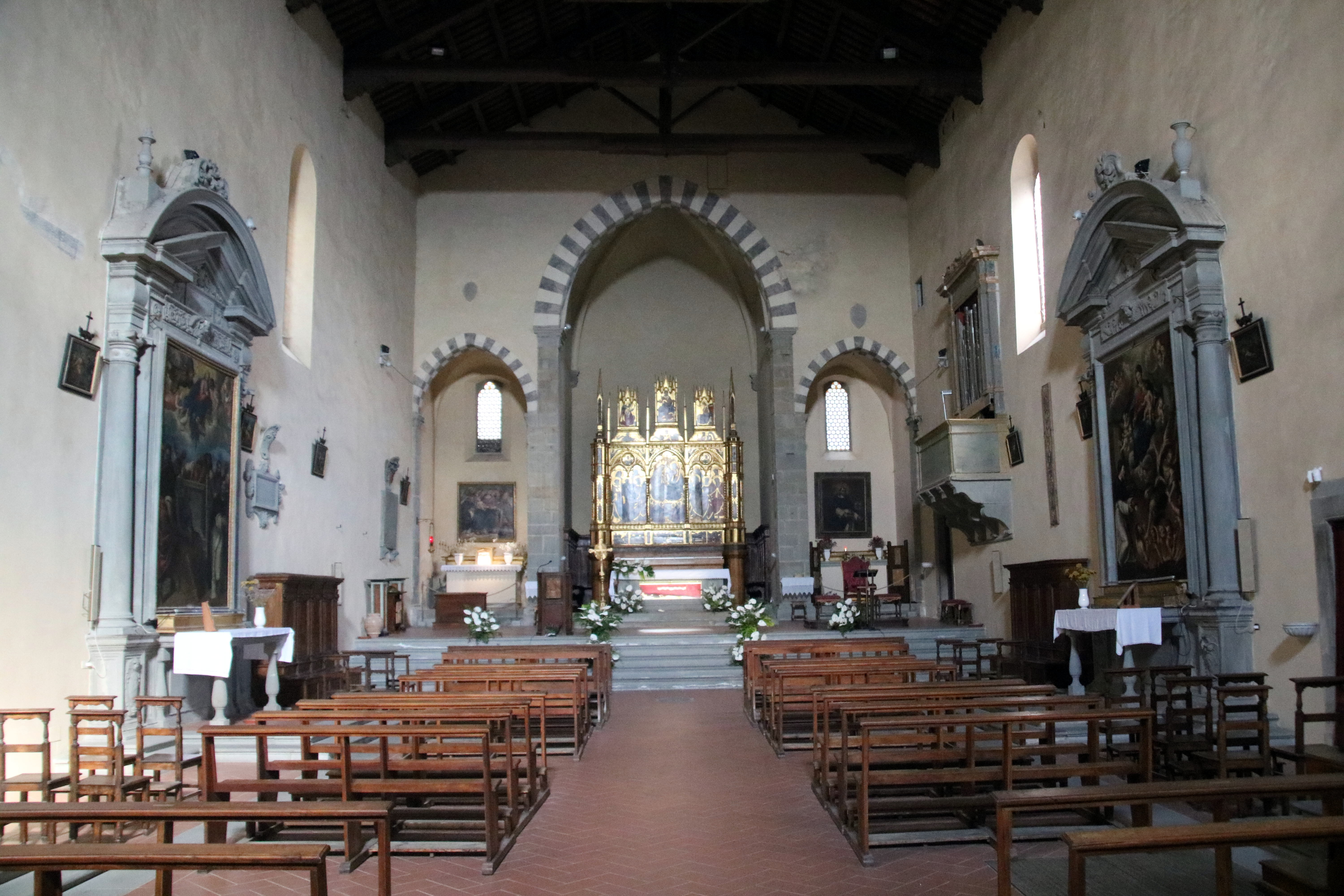
Interno

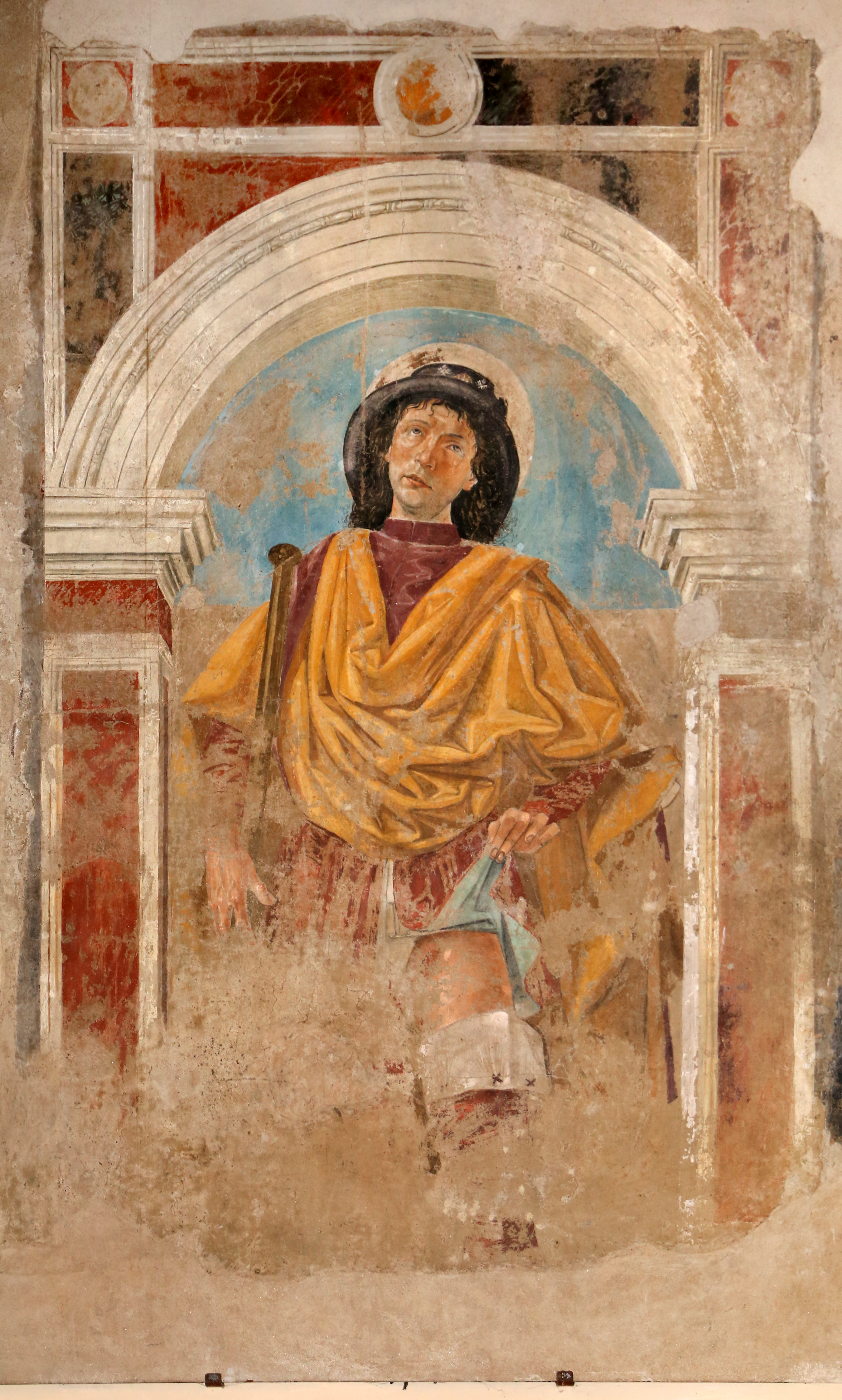
Bartolomeo della Gatta, frammento di affresco con San Rocco

L'interno della chiesa, ricco di opere d'arte, è costituito da un'unica aula coperta da capriate lignee con presbiterio rialzato di cinque gradini e tre cappelle absidali rettangolari coperte a volta, schema tipico delle chiese gotiche degli ordini mendicanti. La navata presenta sei altari laterali secenteschi in pietra, tutti eseguiti su disegno dell'architetto cortonese Ascanio Covatti.

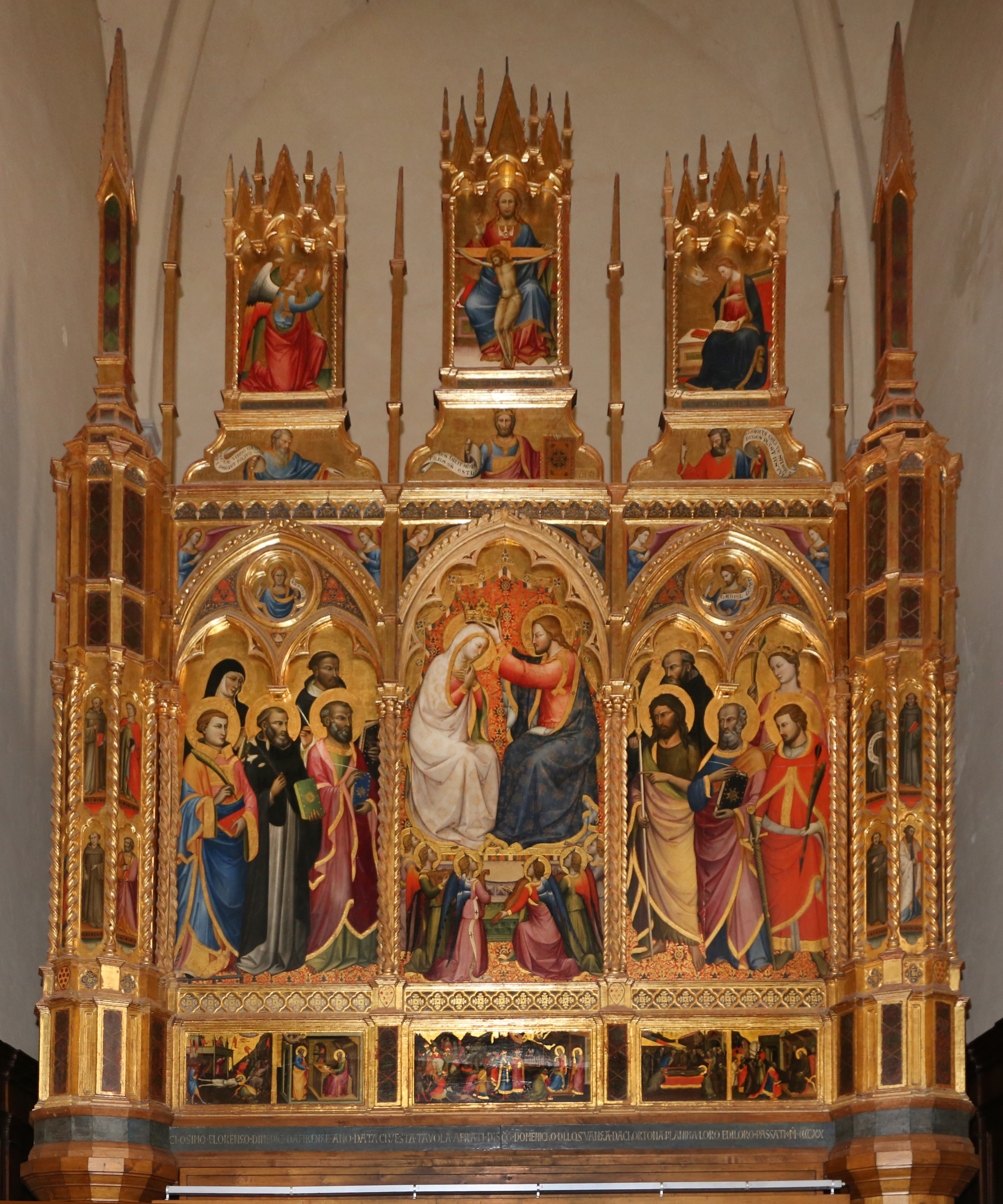
Il polittico di Lorenzo di Niccolò

All'inizio della navata, a destra, si trova il più importante dei frammenti di affreschi attribuiti a Bartolomeo della Gatta con San Rocco, collocabile probabilmente nei primissimi anni settanta del Quattrocento. La figura del santo che unisce la linea energetica del Pollaiolo, la volumetria acuta del Verrocchio, il realismo, nel volto, del Ghirlandaio, è affiancata a sinistra dai frammenti delle storie di un santo non identificato, che aveva al centro la figura del santo stesso che è parzialmente raffigurata oltre l'altare seguente, insieme alla raffigurazione del pavimento in fuga prospettica, della cornice architettonica e di un Crocifisso fortemente scorciato. Questi affreschi mostrano uno stile più maturo, non precedente al 1475.
L'altare che si trova tra le due parti dell'affresco di Bartolomeo della Gatta ospita un Crocifisso ligneo, forse germanico.
Nella cappella absidale maggiore è posto un polittico grandioso, recentemente restaurato, di Lorenzo di Niccolò che raffigura l'Incoronazione della Vergine con Angeli e Santi. Il polittico, dei primi anni del Quattrocento, non venne realizzato né per questa chiesa, né per Cortona ma venne donato nel 1440 da Cosimo il Vecchio e Lorenzo a riparazione della mancata esecuzione da parte dell'Angelico della pala per l'altare maggiore.
Sotto l'altar maggiore è conservato il corpo del domenicano Beato Pietro Capucci. L'organo a canne venne costruito nel 1547 da Luca di Bernardino.
Nella cappella absidale di sinistra in antico era posto il polittico con la Madonna col Bambino e i Santi Nicola, Michele Arcangelo, Giovanni Battista e Margherita, dipinto nel 1435 circa dal Sassetta, oggi al Museo Diocesano. Oggi vi è la tavola con la Madonna col Bambino e santi di Luca Signorelli, del 1515.
Agli altari della parete sinistra della navata sono un'Assunzione della Vergine di Palma il Giovane, una Circoncisione del Passignano e la Disputa di Santa Caterina d'Alessandria già attribuita ad Andrea Commodi, ma recentemente ribadita opera dell'allievo Francesco Amandoli, dato che è anche firmata e datata 1611.

## Opere già in San Domenico

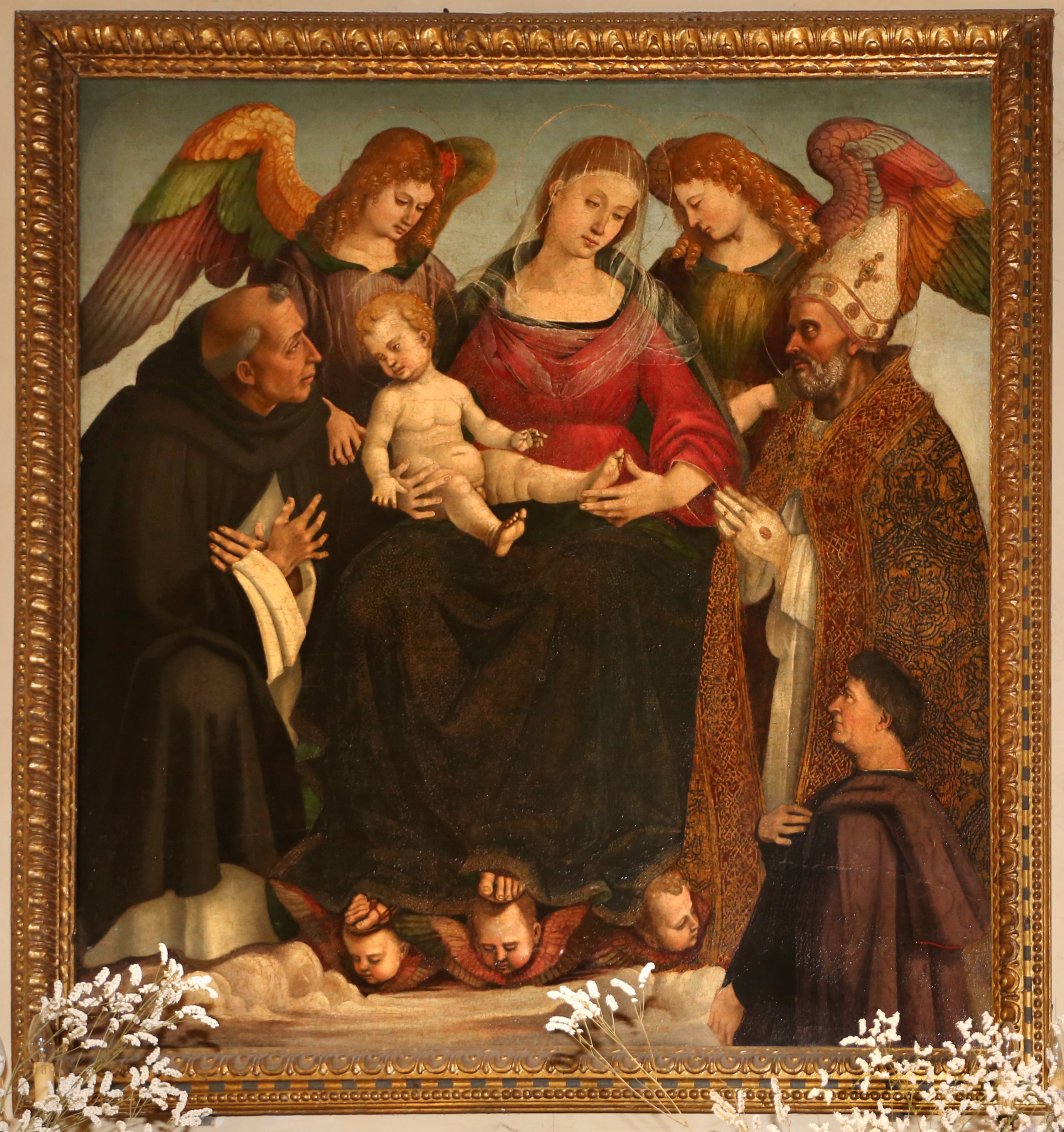
Luca Signorelli, Madonna col Bambino, santi e un committente, 1515

- Beato Angelico, Trittico di Cortona, oggi nel Museo diocesano di Cortona
- Sassetta, Polittico di San Domenico di Cortona, oggi nel Museo diocesano di Cortona
- Bartolomeo della Gatta, Assunta che porge la Cintola a San Tommaso, oggi nel Museo diocesano di Cortona